# Buragara Cove
Die Buragara Cove (englisch; bulgarisch залив Бурагара Buragara saliw) ist eine 1,4 km lange und 2,08 km breite Bucht Bucht an der Westküste der Brabant-Insel im Palmer-Archipel westlich der Antarktischen Halbinsel. Als Nebenbucht der Dallmann-Bucht liegt sie nordöstlich des Zabel Point und südwestlich des Devene Point. Freigelegt wurde sie durch den Rückzug des Rush-Gletschers zu Beginn des 21. Jahrhunderts.
Die bulgarische Kommission für Antarktische Geographische Namen benannte sie 2015 nach dem Römerlager Buragara im Westen Bulgariens.